# Fire Water Burn
Fire Water Burn is een nummer van de Amerikaanse rockband Bloodhound Gang uit 1997. Het is de eerste single van hun tweede studioalbum One Fierce Beer Coaster.
De satirische tekst van "Fire Water Burn" refereert aan verschillende mensen en dingen uit de populaire cultuur, waaronder de muzikanten Barry White, Frank Black, Marvin Gaye, Martha Raye, Lawrence Welk, Kurt Cobain en Jimi Hendrix, de personages Han Solo en Webster, het televisieprogramma Kojak, de acteur Emmanuel Lewis, de schrijver Mark Twain, en de Amerikaanse president John F. Kennedy. Het nummer werd een hit in Oceanië, Scandinavië en Nederland. Het haalde de 4e plaats in de Nederlandse Top 40, en in Vlaanderen haalde het de 18e positie in de Tipparade.